# Enrique Molina Pico
Enrique Molina Pico é um militar da Marinha da Argentina.
Teve importante papel durante a Guerra das Malvinas. Foi Ministro da Marinha. 
Acusado por crime de tortura foi condenado pela Justiça da França. 